# 邆赕诏
邆赕诏（？～794年），唐朝前期云南的一个部落，六诏之一。在今云南洱源县邓川，位于六诏之西。唐朝设置邆备州，以邆赕诏王世袭邆备州刺史。邆賧詔王豐咩被唐御史李知古所殺。其后，咩罗皮、皮罗邆、邆罗颠、颠之相继为王。颠之托（《新唐书》作颠文托）在父王邆罗颠死后继位，在位年期不明。南诏后来攻占野共川，颠之托被俘虏，徙置永昌（今云南保山），邆赕诏亡。

## 诏（首领）
| 姓名   |
| ------ |
| 丰咩   |
| 咩罗皮 |
| 皮罗邆 |
| 邆罗颠 |
| 颠之   |

## 延伸阅读
[在维基数据编辑]
 《新唐書/卷222中》，出自《新唐書》